# Антим Ингилизов
Антим Попарсениев (Попарсов) Ингилизов е български учен, агроном, просветен деец и публицист от първата половина на XX век.

## Биография
Роден е в източномакедонското градче Пехчево, тогава в Османската империя. Брат е на преводача Георги Ингилизов и революционера Иван Ингилизов. Завършва агрономоство и в 1918/1919 година е лектор по агрономство в Струмишката гимназия. След установяване на новата сръбска власт във Вардарска Македония заминава за Свободна България, където се установява в Горна Джумая, днес Благоевград. В Горна Джумая участва в дейността на Вътрешната македонска революционна организация.
Занимава се с журналистика и редактира някои известни научни издания. В 1921 година под негова редакция излиза в Горна Джумая месечното земеделско списание „Струмски земеделец“. В 1925 година е главен редактор на излизалото в Горна Джумая списание „Практическо земеделие“.
Синът му, Асен, през Втората световна война загива на фронта като фелдфебел, в 52-ри пехотен полк.